# 圣帕尔滕市政厅
圣帕尔滕市政厅（Rathaus St. Pölten）位于下奥地利州首府圣帕尔滕的市政厅广场。

## 历史
1503年，在一份契约中提到，市政厅购买了广场上的一栋房子入驻。 当时只购买了建筑的东半部。西半部是1567年收购，随后统一了立面。八角形的市政厅塔楼于1591年竣工。
在18世纪上半叶，市政厅改建为巴洛克风格。1727年，约瑟夫·蒙格纳斯特重新设计了立面。市长室的“皇帝天花板”（Kaiserdecke）上，有从腓特烈三世到查理六世的神圣罗马帝国皇帝的肖像，设计于1722年。 洋葱圆顶建于1750年至1775年间。